# Tronkrävarna
Tronkrävarna är en svensk opera i två akter med musik och libretto av Gunnar Bucht efter Henrik Ibsens drama Kongsemnerne från 1863.

## Historia
1959 såg Bucht en föreställning av Ibsens pjäs Kongsemnerne på Nationaltheatret i Oslo men först 1961 började han komponera operan. Bucht såg nutida paralleller till det medeltida dramat: maktens förutsättning i en idé om vartill den skall brukas, konflikten mellan den som är övertygad om sin utvaldhet och den som tvivlar på sig själv (konflikten mellan Håkon Håkonsson och Skule Jarl), samt det egendomliga trekantsförhållandet mellan dessa två och Bisp Nikolas. Dåvarande operachefen Göran Gentele visade stort intresse för operan och i april 1965 kunde tonsättaren leverera det färdiga partituret. Av de planerade fem föreställningarna framfördes endast tre.
Operan uruppfördes på Kungliga Teatern i Stockholm den 10 september 1966 i regi av Folke Abenius. Dirigent var Stig Westerberg.

## Roller
| Roller                                | Sångstämma | Rollbesättning vid premiären 10 september 1966 Dirigent: Stig Westerberg |
| ------------------------------------- | ---------- | ------------------------------------------------------------------------ |
| Håkon Håkonsson, vald kung över Norge | tenor      | Sven-Olof Eliasson                                                       |
| Skule Bårdsson, tronkrävare           | baryton    | Rolf Jupither                                                            |
| Bisp Nikolas, biskop i Oslo           | hög tenor  | Olle Sivall                                                              |
| Margrethe Skulesdotter, Håkons hustru | sopran     | Laila Andersson-Palme                                                    |
| Ragnhild, Skules hustru               | sopran     | Gunilla af Malmborg                                                      |
| Sigrid, Skules syster                 | alt        | Barbro Ericson                                                           |
| Ingebjörg, Skules ungdomskärlek       | alt        | Unni Rugtvedt                                                            |
| Dagfinn Bonde, Håkons anhängare       | bas        | Arne Tyrén                                                               |
| Peter, Skules och Ingebjörgs son      | tenor      | John-Eric Jacobsson                                                      |
| Gregorius Jonsson, Håkons anhängare   | bas        | Bengt Rundgren                                                           |
| Sira Viljam, kaplan hos bisp Nikolas  | bas        | Paul Höglund                                                             |
| En läkare                             | bas        | Bo Lundborg                                                              |

## Handling
Akt I
Scen 1.
Det är kungaval och Håkon går segrande ur detta. Han försöker jämka tidigare motsättningar med Skule Jarl genom att låta denne behålla kungasigillet, som han haft i egenskap av förmyndarregent. Han äktar också Skules dotter Margarethe. Bis(ko)p Nikolas anar ofärd, inte utan glädje: Håkon är kung men sigillet är hos Skule!
Scen 2.
Under bröllopsfesten sår bispen tvivel hos Skule rörande Håkons börd för att underblåsa konflikten. Nikolas har själv förgäves gripit efter makten och kompenserar sig genom att hindra andra att få den. I väntan på beviset, ett brev från England, vill Skule fortsätta stå emot Håkon. Bud kommer att Skules män dräpt kungens befallningshavare på Hålogaland. Skules syster Sigrid ser vad som skall komma.
Scen 3.
Bispen är dödssjuk och förs in efter bikten. Brevet från England har kommit, men han behåller det för att hålla Håkon i ovisshet. Skule Jarl skulle tjäna Håkon om denne verkligen vore kung. Kan bispen så fortsatt tvivel kan han "dö, men dock råda i landet". Han försöker få dem att dela makten. Håkon vägrar. Bispen lurar Skule att bränna brevet.
Akt II
Scen 1.
Skule ser i Margarethes och Håkons lille son ytterligare en tronkrävare. Skule ser i en så stor uppgörelse med sig själv sin livssituation, han är den ständigt osäkre, Håkon den trygge. Han erbjuder Håkon att dela makten, att dela riket. Men Håkons kungatanke är ett enat folk under en kung. Skules maktbegär tar överhanden, han utropar sig själv till kung och inbördeskriget bryter ut.
Scen 2.
Mellanspel - Inbördeskriget.
Scen 3.
Skule har segrat men den tillfälliga kungamakten ger honom ingen ro, innerst osäker som han är. Hans ensamhet skrämmer honom. Då kommer hans ungdoms älskade Ingebjörg med en son som han aldrig sett. I ett ögonblick skingras tvivlen, kungabarnet skall dräpas.
Scen 4.
Men lyckan sviker honom och han tar sin tillflykt till det kloster där hans hustru finns och Margarethe med det barn han tänkt döda. Hit kommer Peter, upptänd av tanken att kämpa för Skule och dräpa kungabarnet. Men Skule för i nederlagets stund sin stora gärning. För att frälsa Peters själ och rädda sin dotters lycka går han ut till den väntande pöbeln och döden. "Håkon kan gå till sitt kungaverk med fria händer."